# ثامر بن سعود بن عبد العزيز آل سعود
الأمير ثامر بن سعود بن عبد العزيز آل سعود ولد في الطائف من عام 1346 هـ وهو الابن العاشر من أبناء سعود، درس الابتدائية في الطائف والمتوسطة في الرياض ثم الثانوية في القدس وتخرج من الثانوية في عام 1364 هـ ثم غادر إلى الولايات المتحدة ودرس في جامعة ستانفورد وحصل على درجة الماجستير ثم عاد إلى المملكة العربية السعودية في عام 1369 هـ.

## مناصبه وأعماله
عمل الأمير ثامر بن سعود بن عبد العزيز آل سعود في خدمة وطنه 17 عامًا فقط إلى أن توفاه الله حيث أنه تولى في عام 1370 هـ منصب رئيس الحرس الوطني في منطقة القصيم.

## وفاته
توفي الأمير ثامر بن سعود بن عبد العزيز آل سعود في القاهرة عام 1967 إثر نوبة قلبية، تمت الصلاة عليه في جامع الإمام تركي بن عبد الله وتم دفنه في مقبرة العود في مدينة الرياض.

## أسرته
زوجته
الأميرة العنود بنت سعود بن عبد الله بن سعود آل سعود.
أبناؤه
- الأمير خالد بن ثامر بن سعود. وله من الأبناء الأمير عبد العزيز (متزوج من كريمة اللواء ركن عبد المجيد بن إبراهيم الخيال[1])، والأميرة نورة.
- الأمير فيصل بن ثامر بن سعود. وله من الأبناء الأمير ثامر، الأميرة عهود، الأميرة الجوهرة، والأميرة سارة.
- الأمير تركي بن ثامر بن سعود. متزوج من الأميرة مضاوي بنت محمد بن عبد العزيز بن سعود آل سعود وله من الأبناء الأمير فيصل[2]، الأمير سعود، الأميرة سارة، الأميرة نوف، والأميرة العنود.
- الأمير بندر بن ثامر بن سعود. كان متزوج من الأميرة هيفاء بنت عبد المحسن بن عبد العزيز آل سعود وله من الأبناء الأمير فهد.